# Campionati del mondo di ciclismo su pista 2017 - Inseguimento individuale maschile
La gara di inseguimento individuale maschile ai Campionati del mondo di ciclismo su pista 2017 si è svolta il 14 aprile 2017.

## Risultati

### Qualificazioni
Si qualificano per le finali che assegnano le medaglie i primi quattro atleti .
| Posizione | Atleta                   | Nazione       | Tempo    | Gap     | Note |
| --------- | ------------------------ | ------------- | -------- | ------- | ---- |
| 1         | Jordan Kerby             | Australia     | 4:12.172 |         | Q    |
| 2         | Filippo Ganna            | Italia        | 4:14.647 | +2.475  | Q    |
| 3         | Kelland O'Brien          | Australia     | 4:15.794 | +3.622  | q    |
| 4         | Corentin Ermenault       | Francia       | 4:17.543 | +5.371  | q    |
| 5         | Aleksandr Evtušenko      | Russia        | 4:19.185 | +7.013  |      |
| 6         | Ivo Oliveira             | Portogallo    | 4:19.250 | +7.078  |      |
| 7         | Daniel Staniszewski      | Polonia       | 4:19.411 | +7.239  |      |
| 8         | Dion Beukeboom           | Paesi Bassi   | 4:19.621 | +7.449  |      |
| 9         | Kersten Thiele           | Germania      | 4:20.052 | +7.880  |      |
| 10        | Mikhail Shemeteau        | Bielorussia   | 4:20.363 | +8.191  |      |
| 11        | Nick Kergozou            | Nuova Zelanda | 4:21.333 | +9.161  |      |
| 12        | Szymon Sajnok            | Polonia       | 4:21.914 | +9.742  |      |
| 13        | Matthew Bostock          | Gran Bretagna | 4:22.122 | +9.950  |      |
| 14        | Andrew Tennant           | Gran Bretagna | 4:22.664 | +10.492 |      |
| 15        | Dylan Kennett            | Nuova Zelanda | 4:23.136 | +10.964 |      |
| 16        | Jan-Willem van Schip     | Paesi Bassi   | 4:23.843 | +11.671 |      |
| 17        | Liam Bertazzo            | Italia        | 4:24.561 | +12.389 |      |
| 18        | Thomas Denis             | Francia       | 4:24.577 | +12.405 |      |
| 19        | Jay Lamoureux            | Canada        | 4:25.042 | +12.870 |      |
| 20        | Louis Pijourlet          | Francia       | 4:26.047 | +13.875 |      |
| 21        | Jasper Frahm             | Germania      | 4:26.078 | +13.906 |      |
| 22        | Vicente García de Mateos | Spagna        | 4:28.997 | +16.825 |      |
| 23        | Artyom Zakharov          | Kazakistan    | 4:29.154 | +16.982 |      |
| 24        | Carloalberto Giordani    | Italia        | 4:32.045 | +19.873 |      |
| 25        | Shunsuke Imamura         | Giappone      | 4:35.093 | +22.921 |      |
| 26        | Ko Siu Wai               | Hong Kong     | 4:35.233 | +23.061 |      |

### Finali
Le finali per le medaglie sono iniziate alle 20:41.
| Posizione            | Atleta             | Nazione   | Tempo    | Gap    |
| -------------------- | ------------------ | --------- | -------- | ------ |
| Finale per l'Oro     |                    |           |          |        |
| 1                    | Jordan Kerby       | Australia | 4:17.068 |        |
| 2                    | Filippo Ganna      | Italia    | 4:21.299 | +4.131 |
| Finale per il Bronzo |                    |           |          |        |
| 3                    | Kelland O'Brien    | Australia | 4:16.909 |        |
| 4                    | Corentin Ermenault | Francia   | 4:19.436 | +2.527 |